# Egervár
Egervár − wieś i jednocześnie gmina na Węgrzech, w Komitacie Zala, w powiecie Zalaegerszeg.

## Położenie
Miejscowość leży 11 km na północ od Zalaegerszegu, obok potoku Sárvíz. Przez jej centrum wiedzie w kierunku północ–południe droga krajowa nr 74, od której w centrum odchodzi na wschód droga nr 7427 w kierunku Vasboldogasszony i Gősfa. 
Do miejscowości dociera również linia kolejowa 17 Szombathely – Nagykanizsa, a przystanek kolejowy, o nazwie Egervár-Vasboldogasszony, leży na granicy obu miejscowości, które nadały mu nazwę.

## Historia
Nazwa Egervár pochodzi od pospolitych na bagnach olsz (węg. éger) i została przeniesiona z nazwy istniejącego już w XIII w. zamku na nazwę osady. Nazwa ta została po raz pierwszy wspomniana w patencie z 1281 r. a zamek został pierwszy raz wymieniony w źródłach pisanych w 1288 r. gdy zmienił gospodarza. Wtedy to palatyn János wymienił z banem Miklószem swój zamek i posiadłości w Polosniczy na zamek Egervár wraz z wyposażeniem. Budowla ta, zbudowana zgodnie z ówczesnymi zwyczajami z drewna i wzmocniona rzędami pali oraz plecionkami z trzciny, została zniszczona między 1313 a 1325 rokiem, w trakcie toczonych wtedy wojen domowych. W 1325 roku wieś była własnością Jánosa i Mihálya, synów Kalmera z rodu Geregye, którzy później przyjęli nazwisko Egervári. Wtedy właśnie podzielili swoje dobra, a zamek nie był już wtedy wzmiankowany.

### Okres panowania Egervárich
Egervár w XIV i XV w. był własnością rodziny Egervári. Najwybitniejszą postacią z tej rodziny był László Egervári, który w okresie panowania króla Macieja Korwina stał się jego zaufanym człowiekiem, przeniesionym przez niego do wyższej szlachty, a przez króla Władysława II Jagiellończyka powołany został na stanowisko Mistrza skarbu. László Egervári wybudował poprzednika współczesnego zamku oraz stojący do tej pory we wsi kościół pod wezwaniem świętej Katarzyny. Obok kościoła powstał w 1510 r. klasztor franciszkanów, którego ukończenie przypisuje się biskupowi Bereckowi Egerváriemu. Z biegiem czasu klasztor uległ jednak zniszczeniu. W 1497 r. król Władysław II Jagiellończyk nadał mu prawa miasteczka (węg. mezőváros). W XV w. Egervár przeżył swój złoty wiek.

### Okres panowania Kanizsaich i Nádasdych
Po Egervárich właścicielami miejscowości została rodzina Kanizsai, a następnie Nádasdy. W historii szczególnie zapisali się Tamás Nádasdy, Ferenc Nádasdy oraz Kristóf Nádasdy. Tamás Nádasdy w 1542 r. został sędzią krajowym, a w 1554 r. palatynem krajowym. Według dostępnych danych nie przebywał tutaj zbyt często, a jego sprawami zarządzał ojciec Kristóf Nádasdy, żupan ówczesnego komitatu Vas, który między innymi odnowił silnie już wtedy podupadły zamek. W latach pięćdziesiątych XVI w. Egervár był zwykle zarządzany z Sárváru, ale cieszył się jednak pewną niezależnością wśród posiadłości Nádasdych. Do egervárskich włości należało wtedy dziewięć wsi. W połowie lat 1500 Kristóf Nádasdy przebudował zamek do postaci czworokąta z basztami na rogach, wzorując się na twierdzach gwiazdach. Przebudowa zakończyła się w 1569 r. 
Około 1600 r. Nagykanizsa trafiła w tureckie ręce, wskutek czego twierdza stała się jednym z najważniejszych zamków granicznych Węgier. Dzięki szeregu dekretom możliwe było jej ciągłe umacnianie. W okresie okupacji tureckiej miejscowość nie uległa całkowitemu zniszczeniu. Jej mieszkańcy płacili podatki zarówno panom węgierskim, jak i Turkom. 

### Okres panowania Széchenyich
W latach 1676 – 1873 właścicielami Egerváru była rodzina Széchenyi. György Széchényi odbudował z ruin kościół, ponownie zasiedlił wieś i sprawił, że zniszczona posiadłość znowu zaczęła przynosić zyski. Jego syn Zsigmond Széchenyi stworzył miejscowy kodeks prawny dla miasteczka, a także uporządkował stan winnicy. Postać Ignáca Széchényiego związana jest z kompletną przebudową kościoła w stylu barokowym w latach od 1749 do 1757. Powstała wówczas ambona i ołtarz, które są wybitnymi dziełami węgierskiego baroku. W czasie powstania Rakoczego w 1706 r. blisko granicy Egerváru miała miejsce bitwa pod Győrvárem, będąca jedną z ważniejszych bitew tego okresu, zakończona zwycięstwem kuruców. Swój współczesny kształt zamek uzyskał w czasach Zsigmonda Széchényiego, kiedy to rozebrano jego zewnętrzne umocnienia oraz północne skrzydło, w celu ratowania budowli. 
W końcu XVIII w. w okresie panowania Ferenca Széchényiego nastąpiło znaczne ożywienie gospodarcze, ale w drugiej połowie XIX wieku znaczenie Egerváru spadło na dalszy plan w stosunku do innych, bardziej dochodowych posiadłości Széchényich. W 1873 r. rodzina Széchényi sprzedała zamek i majątek László.

## Okres panowania Solymosych
Wybitnym przedstawicielem rodziny Solymosy był baron László Solymosy młodszy, który w latach 1930–1945 żył i działał w Egervárze. 

## Wieś w okresie powojennym
Od końca lat 40. XX w. życie we wsi znacznie się zmieniło. W 1948 r. do Egerváru przyłączono wieś Déneslak, następnie w 1991 r. Lakhegy, który był częścią dawnego Déneslaku, został oddzielony od Egerváru jako samodzielna osada. 
Egervár od 1950 r. należy do komitatu Zalaegerszeg. Od lat 50. XX w. do współczesności decydował o jego rozwoju oddalony o 10 km Zalaegerszeg, który zaczął się niezwykle szybko rozwijać. Mieszkańcy do połowy XX w. żyli z rolnictwa. Od drugiej jego połowy coraz więcej zaczynało pracować w Zalaegerszegu, w przemyśle i handlu. Od średniowiecza do czasów współczesnych Egervár zachował rolę regionalnego centrum. Rozpoczęta w latach 40. XX w. masowa emigracja ustała pod koniec lat 80., a od lat 90. liczba ludności znowu wzrasta.

## Co warto zobaczyć
- Zamek
- Kościół rzymskokatolicki

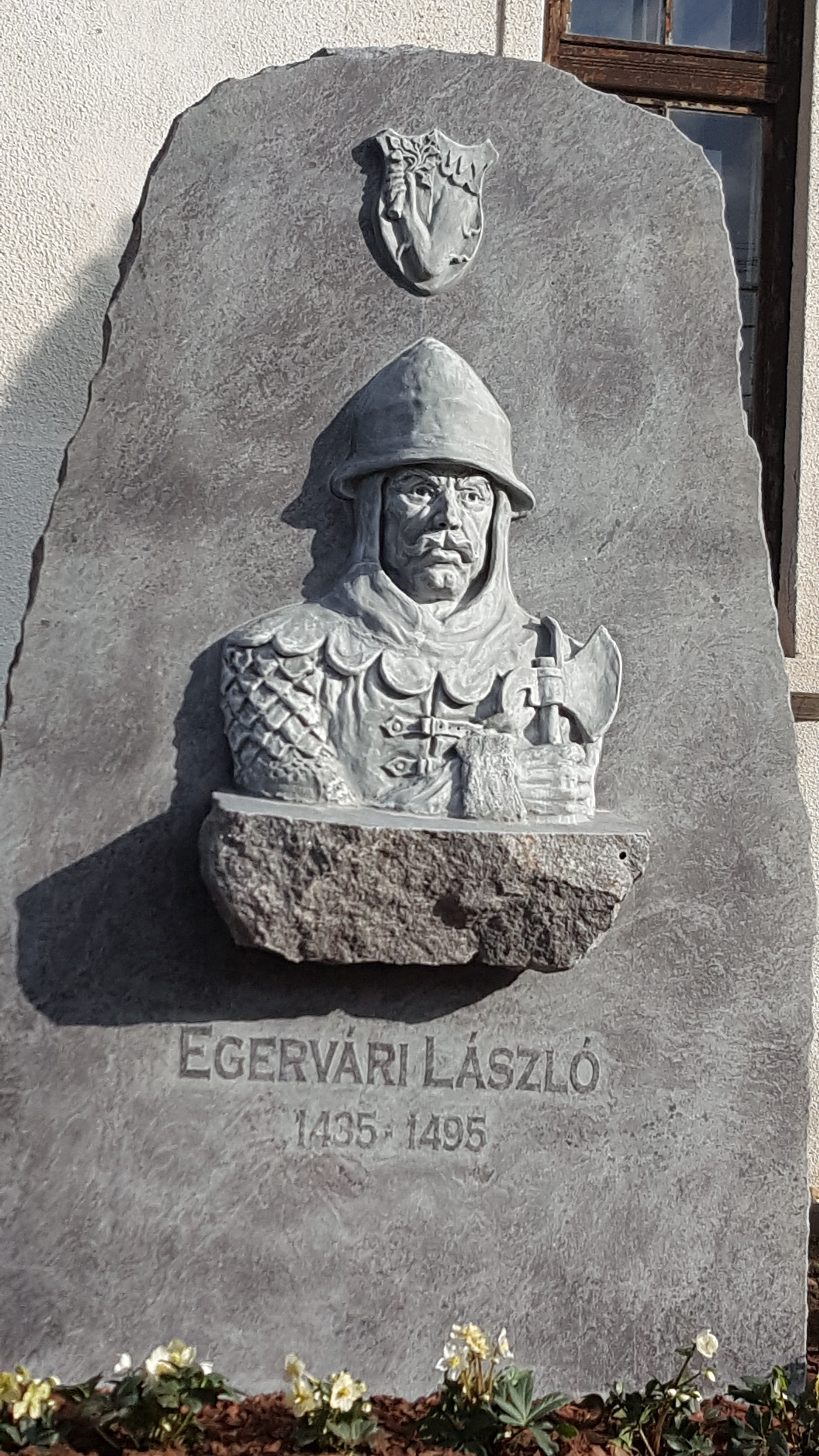
Popiersie László Egerváriego w Egervárze, autorstwa Tibora Túri Töröka

- Piwnica na zboczu wzgórza Pince–domb[3]
- Popiersie László Egerváriego, dzieło Tibora Túri Töröka[4]